# Jeffrey Jordan
Jeffrey Michael Jordan, né le 18 novembre 1988 à Chicago (Illinois), est un ancien joueur américain de basket-ball notamment célèbre pour être le fils aîné du basketteur Michael Jordan.

## Biographie

### Lycée
Lors de ses années de lycée, Jeffrey Jordan fit l'objet d'une forte attention médiatique locale et nationale,, et trois de ses matchs furent diffusés à l'échelle nationale sur ESPN. À Loyola (en), il est titulaire pendant trois ans et est nommé deux fois dans la All-Catholic League. En 2007, il est sélectionné pour le Jordan Brand Classic. 
Jeffrey Jordan a également joué au football durant sa deuxième année de lycée. 

### Université
Il sort diplômé du lycée le 26 mai 2007 et reçoit des offres de bourse de l'université de Valparaiso et de l'université Loyola de Chicago. Il reçoit également des offres de recrutement sans bourse sportive de la part des universités de Davidson, Pennsylvanie, Northwestern et l'Illinois,.
Il décide de rejoindre l'université de l'Illinois et s'inscrit en psychologie avec une bourse d'études. En janvier 2009, l'université annonce qu'il reçoit désormais une bourse sportive complète,.  
Le 24 juin 2009, il annonce qu'il quitte l'équipe de basket-ball pour se concentrer sur ses études et sa vie après le basket puis effectue un stage chez Nike durant l'été.  
Il décide ensuite de retourner dans l'équipe pour la saison 2009-2010 puis est transféré à l'université du centre de la Floride où il rejoint son frère Marcus,. 
Il quitte l'équipe de l'UCF en janvier 2012 pour raisons personnelles.

## Après carrière
Jeffrey Jordan vit aujourd'hui à Portland dans l'Oregon où il a intégré le programme de formation en gestion de Nike Inc. après l'université et dirige désormais l'innovation numérique pour Jordan Brand. 

## Vie privée
Il est marié à Radina Aneva depuis mai 2019. 

## Dans la culture populaire
Dans le film Space Jam en 1996, son rôle est interprété par Manner Washington.